# Liste der Kulturgüter in Halten
Die Liste der Kulturgüter in Halten enthält alle Objekte in der Gemeinde Halten im Kanton Solothurn, die gemäss der Haager Konvention zum Schutz von Kulturgut bei bewaffneten Konflikten, dem Bundesgesetz vom 20. Juni 2014 über den Schutz der Kulturgüter bei bewaffneten Konflikten sowie der Verordnung vom 29. Oktober 2014 über den Schutz der Kulturgüter bei bewaffneten Konflikten unter Schutz stehen.
Objekte der Kategorie A sind im Gemeindegebiet nicht ausgewiesen, Objekte der Kategorie B sind vollständig in der Liste enthalten, Objekte der Kategorie C fehlen zurzeit (Stand: 1. Januar 2023).

## Kulturgüter
| Foto |                                                                                                  | Objekt                                                               | Kat. | Typ | Standort                                                        | Beschreibung |
| ---- | ------------------------------------------------------------------------------------------------ | -------------------------------------------------------------------- | ---- | --- | --------------------------------------------------------------- | ------------ |
| BW   | Datei hochladen · Wikidata zu Rain, mittelalterliche Burgstelle mit Wall und Graben (Q116843627) | Rain, mittelalterliche Burgstelle mit Wall und Graben KGS-Nr.: 02240 | B    | F   | Spiegelberg 612450 / 224500                                     |              |
| ja   | Datei hochladen · Wikidata zu Wohnturm Halten (Q13530108)                                        | Wohnturm mit Ensemble ländlicher Kleinbauten KGS-Nr.: 04560          | B    | G   | Spiegelbergstrasse / Turmstrasse / Eggenstrasse 612530 / 224150 |              |
| ja   | Datei hochladen · Wikidata zu Heimatmuseum im Wohnturm (Q23784242)                               | Heimatmuseum im Wohnturm KGS-Nr.: 13962                              | B    | S   | Turmstrasse 612526 / 224152                                     |              |